# Náporový motor

Jednoduché schéma s rychlostmi průtoku v Machově čísle

Náporový motor (ramjet) je nejjednodušším typem reaktivního motoru. Je tvořen zužující se trubkou, na obou koncích otevřenou. Vzduch do motoru vstupuje rychlostí letu, kde se poté jeho rychlost sníží, čímž naroste tlak. Při průchodu spalovacím prostorem se do stlačeného vzduchu přidá palivo, čímž se uvolní tepelná energie a teplota spalin pak prudce naroste; spaliny pak vysokou rychlostí unikají zužující se tryskou. Nevýhodou je, že nemůže pracovat za klidu a musí se na potřebnou pracovní rychlost patřičně urychlit. Největší účinnosti dosahuje při vysokých rychlostech okolo 3 Ma. Dalším typem podobného motoru je náporový motor s nadzvukovým spalováním – Scramjet.

## Historie
Náporový motor vynalezl v roce 1907 René Lorin a roku 1908 si ho nechal patentovat.[zdroj⁠?!] V roce 1913 si nechal patentovat druhou, vylepšenou verzi, určenou už pro nadzvukový let a v tomtéž roce publikoval v časopise L'Aérophile zprávu o novém druhu pohonu létajících těles, označovaném Propulseur par réaction directe. Roku 1915 maďarský vynálezce Albert Fonó vymyslel řešení pro dělostřelectvo, které chtělo střílet těžké projektily z lehkých zbraní.[zdroj⁠?!] Základem úspěchu se stal projektil, poháněný ramjetem, který se právě díky motoru dal při nižší úsťové rychlosti vystřelit do větší vzdálenosti. Fonó předložil svůj návrh rakousko-uherské armádě, ale návrh byl zamítnut.

### SSSR
Roku 1929 představil termodynamicky pojatou teoretickou práci Boris Stěčkin.[zdroj⁠?!] Jurij A. Pobědonoscev, velitel třetí brigády moskevské skupiny GIRD, začal s výzkumem problematiky vývoje střely s náporovým motorem. První motor, GIRD-04, byl navržen Ivanem A. Merkulovem, byl poháněn vodíkem a byl testován roku 1933.[zdroj⁠?!] Dalším byl GIRD-08, poháněný fosforem. Roku 1939 Merkulov poprvé použil ramjet jako pomocný motor letadla (s názvem DM-1), které ale nevzlétlo. Ovšem ještě stejného roku vzlétl upravený Polikarpov I-153 se dvěma motory DM-2 o průměru 400 mm, které zvýšily rychlost „Čajky“ o 30 km/h.[zdroj⁠?!] Dva motory Merkulov DM-4C, nainstalované na Jakovlev Jak-7PVRD (prjamotočnyj vozdušno-reaktivnyj dvigatěl), se zkoušely i během druhé světové války. Podobné testy s dvojicí přídavných náporových motorů Bondarjuk VRD-1 probíhaly na letounu LaGG-3PVRD. Rozběhlo se i několik jiných projektů, ale všechny byly zrušeny.

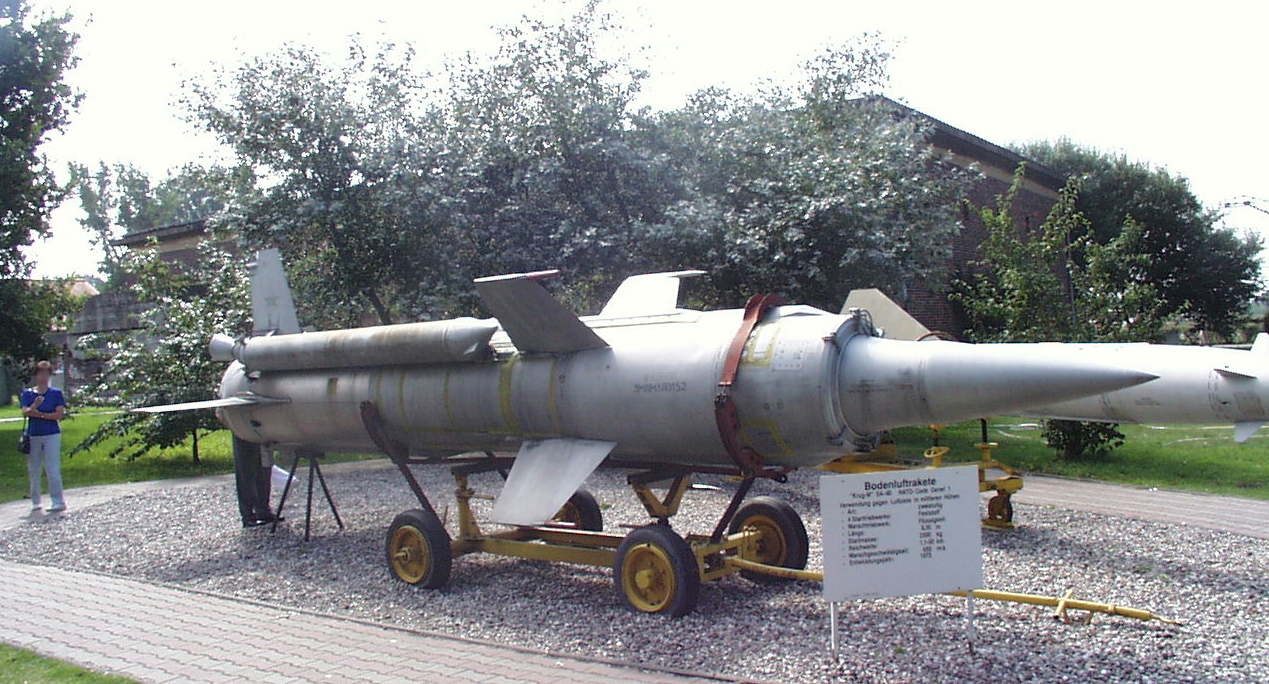
Raketa SA-4 Ganef systému Krug, Peenemünde museum

V 50. létech pak vznikly v Sovětském svazu na základě rozhodnutí vládní komise z 20. května 1954 minimálně dva strategické mezikontinentální dvoustupňové komplexy s reaktivním pohonem, V-350 Burja a Buran.[zdroj⁠?!] První stupeň tvořily dva odhazovací urychlovací raketové bloky se čtyřkomorovými motory S2-1150, druhým stupněm byla letounová střela poháněná náporovým motorem RD-012U o tahu 75 kN. Systém Burja byl testován od 1. července 1958 do 16. prosince 1960 na kosmodromu Kapustin Jar. Postaveno bylo 17 až 18 komplexů, z toho tři vzlety skončily havárií, ostatní vykazovaly rostoucí úspěšnost od několikasekundových letů do letu dlouhého 6500 km, maximální dosažená rychlost dosáhla 3500 km/h.[zdroj⁠?!] Druhý stupeň systému Buran z konstrukční kanceláře OKB-23 V. M. Mjasiščeva byl obdobně jako u systému Burja tvořen supersonickým plošníkem s tenkým šípovým křídlem, který byl poháněn náporovým motorem RD-018Ao tahu 106 kN v ose trupu. Vývoj obou systémů, které nebyly zařazeny do výzbroje, byl na konci 50. let 20. století ukončen.
Na testy komplexů Burja a Buran navázala nová generace, např. mobilní protiletadlový systém 2K11 Krug. První stupeň opět tvořila čtveřice raketových urychlovačů na tuhé pohonné látky, druhý stupeň odpovídal zeštíhlenému trupu letounové střely Burja. V ose válcového tělesa byl vzduchovod náporového motoru, spalovací část podobná systému Leduc byla umístěna v zadní části střely. Její úlohou bylo zasahovat manévrující cíle letící rychlostí do 2000 km/h ve výškách od 3000 m do 25 000 m. Podobné koncepce byl rovněž lehčí protiletadlový systém 2K12 Kub, ovšem raketový startovací první stupeň byl přiřazen k náporovému druhému stupni sériově.

### Německo

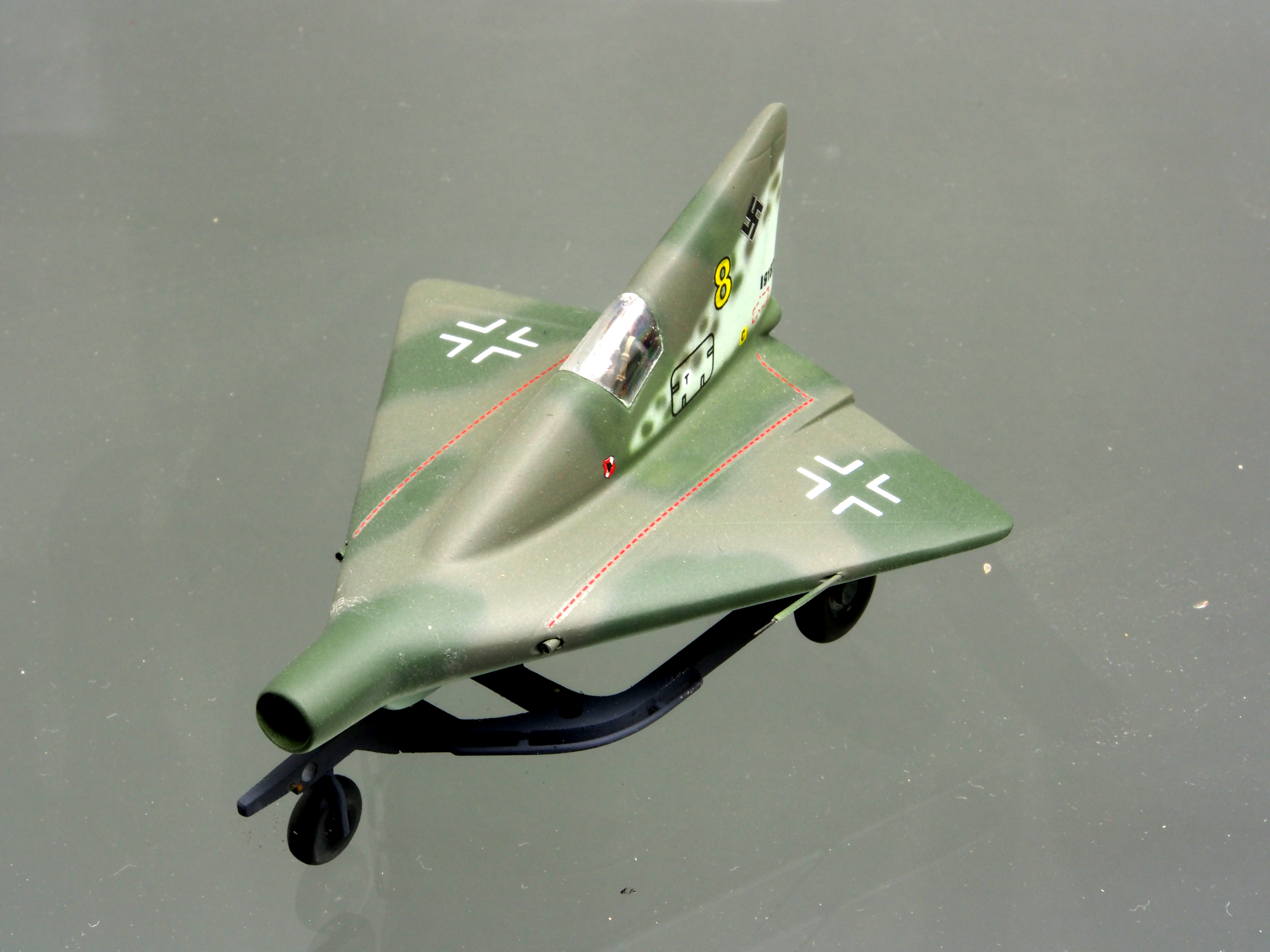
Lippisch P-13A

V Kielu roku 1936 Hellmuth Walter postavil zkušební motor na zemní plyn, ten ale nikdy pořádně nefungoval. Během II. světové války se v Německu soustředil zájem rovněž na náporové motory systému Lorin, neboť po okupaci vichistické Francie získali němečtí konstruktéři možnost prostudovat Leducův rozestavěný prototyp 010. Vlastní vývoj probíhal v DFS pod vedením Dr. Eugena Alberta Sängera (22. září 1905-1964). Po zkouškách se zmenšeným modelem motoru Lorin a po provizorním přezkoušení prototypového motoru namontovaného na nákladní automobil Opel Blitz byl Sängerův náporový motor na začátku podzimu 1941 zkoušen za letu upevněn nad trupem letounu Dornier Do 217 Z-2. Vedle kapalného paliva bylo zkoušeno také spalování uhelného prachu, teoreticky se zvažoval vodík a atomový ohřev. Praktické zkoušky pak pokračovaly během 32 letů s Do 217 E-2, které skončily 30. srpna 1944 pro nedostatek paliva.
Koncem války bylo praktické využití blízké realizaci např. projektem letounu Messerschmitt Me 262 A-1 s dvojicí Sängerových náporových motorů na horní straně křídla nad proudovými pohonnými jednotkami Jumo 004B, nebo projektu z února 1945 s týmž náporovým motorem Škoda-Kauba Sk P.14.[zdroj⁠?!] V dubnu 1945 obdržela zakázku na jednosedadlovou stíhačku s Lorinovým benzinovým náporovým centrálním motorem rovněž společnost Heinkel-jih v Jenbachu v Tyrolsku. Ta byla projektována jako dolnoplošník s ležícím pilotem a podobný projekt pak vznikl i v DFS. U Heinkla vznikla v roce 1945 pod formálním vedením Siegfrieda Günthera čtyři provedení projektu P.1080 stíhačky s náporovým motorem, která by potřebovala ke startu tah čtyř raketových motorů na tuhé palivo o 10 kN. Stroj o vzletové hmotnosti 3325 kg měl dosahovat rychlosti 980 km/h. Dr. Alexander Lippisch zase projektoval deltovitý stíhací letoun Lippisch P.13a, pro nějž uvažoval jako pohon zploštělý Sängerův náporový motor ve středním dílu křídla se vzduchem přiváděným kruhovým vstupem v přídi. Dne 28. listopadu 1944 bylo podniknuto 15 pokusů se zmenšeným modelem u Vídně. Krátce před tím došlo k pokusům s bezmotorovým modelem na Spitzbergu u Hainburgu a k pokusům v aerodynamickém tunelu u AVA Göttingen. Po uspokojivých výsledcích se započalo se stavbou bezmotorového pokusného kluzáku DM 1, kterou byl pověřen Wolfgang Heinemann z Akademické letecké skupiny v Darmstadtu. DM 1 byl ještě ve stavbě, když 3. května 1945 spojenecká vojska dosáhla Chiemsee. Po dohotovení byl letoun odtransportován do USA a po četných pokusech v aerodynamickém tunelu byl DM 1 v lednu 1950 natrvalo předán National Air and Space Museum ve Washingtonu DC.
Další z četných projektů letounu s náporovým motorem vznikal od roku 1944 u firmy Focke-Wulf. Podle výzkumu přírodovědce prof. dr. Holsta a jeho funkčních modelů, kterými se zabýval od roku 1940, začaly na jaře 1944 v Bad Eilsenu projektové práce na stroji Focke-Wulf Triebflügel.[zdroj⁠?!] Tento stíhač s třídílným rotujícím křídlem měl být poháněn trojicí Lorinových náporových motorů s integrovanými raketovými motory Walter na jeho koncích, které měly pouze celý systém uvést do pohybu. Samotný kolmý start a následný let měly zajišťovat náporové motory. Koncept vznikající za účasti von Halema a Hanse Multhoppa byl pro svou nákladnost a potřebné vysoce jakostní materiály, potřebné k realizaci, na podzim 1944 ukončen.
Počátkem léta 1944 se u společnosti Focke-Wulf rozběhly projektové práce na stíhacím letounu Strahlrohrjäger s jedním raketovým motorem v zadní části trupu, který měl stroji udělit potřebnou dopřednou rychlost pro spuštění dvou náporových motorů Lorin po bocích kýlové plochy. Kvůli probíhajícím pracím na projektu Focke-Wulf Ta 183 musel být vývoj ukončen.

### USA
Výzkum náporového pohonu v USA započal v roce 1944 na Hopkinsově univerzitě ve Washingtonu, v Langleyově laboratoři se pak následně zabývali projektem letounu s náporovým motorem.[zdroj⁠?!] Širší publicity se dočkaly koncem 40. let náporové motory Roye Marquardta. Schéma jeho motoru je principiálně shodné s projekty Lorinovými a staršími návrhy Leducovými. Praktické testy Marquardtových náporových motorů byly provedeny na letounu Lockheed P-80 Shooting Star, umístěných na obou koncích jeho křídla. V roce 1947 firma McDonnell Aircraft Corporation v St. Louis umístila dvojici vlastních miniaturních náporových motorů o hmotnosti 4,5 kg na konce listů ocelového dvojlistého rotoru. Celý systém přímého reaktivního pohonu listů byl instalován v jednosedadlovém pokusném vrtulníku XH-20 Little Henry o vzletové hmotnosti 275 kg. Náporové motory se zvažovaly rovněž jako pohon raketového letounu North American X-15.[zdroj⁠?!]
Americké námořnictvo vyvinulo rakety vzduch-vzduch Gorgon. Gordon 4 ramjet byl testován v letech 1948 a 1949, byl navržen na University of Southern California. Motor byl umístěn pod střely.

### Francie

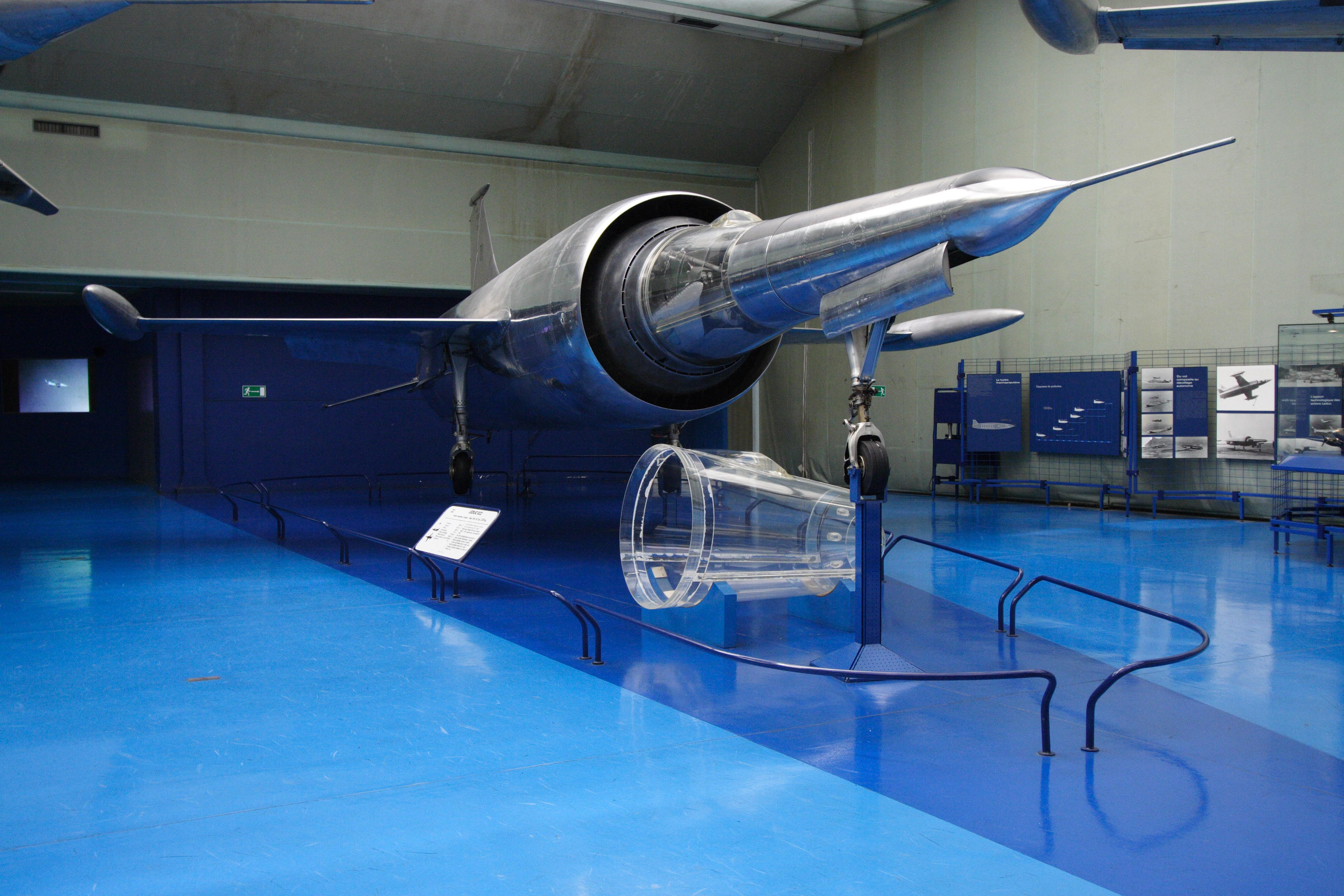
Leduc 022 v Le Bourget

Na přelomu 19. a 20. století se ve Francii objevilo více projektů a patentů proudových motorů, z nichž některé využívaly dynamické komprese. Vedle Lorina se touto problematikou zabývali také Charles de Louvriée (1867), Robert Esnault-Pelterie (1908) a Fabrice H. Mélot (1919).[zdroj⁠?!]
Předním francouzským vynálezcem letecké propulze proudovými motory s náporovou kompresí se stal elektrotechnický inženýr René Leduc (1898-1967). Původně zaměstnanec společnosti Bréguet, později jako samostatný podnikatel-výzkumník, pracoval od roku 1930 nejdříve teoreticky, později také experimentálně na vývoji náporového motoru podobnému Lorinovu principu. Maketa jeho letounu se objevila na Pařížském aerosalonu v roce 1938, kdy již Leduc podporován firmou Bréguet letadlo Leduc 010 stavěl a vyvíjel. Během II. světové války Leduc před postupující německou armádou uprchl se svým rozestavěným strojem do Toulouse, kde byl Němci dostižen a jeho konstrukce byla důkladně prozkoumána. Stroj se tak poprvé dostal do vzduchu až 19. listopadu 1946 na hřbetě dopravního čtyřmotorového letounu SE-161 Languedoc.[zdroj⁠?!] První samostatný let se zažehnutým náporovým motorem následoval 21. dubna 1949. Nejvyšší dosažená rychlost tří vyrobených kusů dosáhla M = 0,82 ve výšce 7000 m, nejvyšší dosažená výška pak 12 000 m. Třetí stroj nesl po úpravách označení Leduc 016. Další letouny již Leduc vyvíjel a konstruoval s ohledem na dosažení nadzvukového letu. Leduc 021 vzlétal ještě na hřbetě SE-161, Leduc 022 měl již možnost vzletu vlastní silou pomocí kompresorového proudového motoru Atar D-3 o tahu 22 kN. První samostatný vzlet proběhl 26. prosince 1956 a podařilo se dosáhnout nadzvukové rychlosti M = 1,05. V roce 1958 byly projekty Leduc zastaveny. Na Leducův výzkum náporového pohonu navázali konstruktéři společnosti Nord Aviation typem Nord 1500 Griffon, vyvíjeným od roku 1953 do roku 1961. Hlavní část kombinované pohonné jednotky tvořil náporový motor o tahu 70 kN při M = 1, samostatný vzlet stroji umožňoval kompresorový proudový motor SNECMA Atar 101 E-3 o tahu 70 kN. První prototyp dosáhl rychlosti M = 1,3, druhý prototyp překročil v roce 1958 jako první francouzský letoun rychlost odpovídající M = 2. Vývoj byl na konci 50. let zastaven ve prospěch stíhaček s klasickým kompresorovým pohonem.

## Typy
Ramjety se mohou dělit podle typu paliva, který používají a nebo podle zesilovačů, které jim pomáhají.

### Podle typu paliva
Jeden typ ramjetů funguje na tekutá paliva, většinou uhlovodíková paliva. Druhý typ ramjetů funguje na tuhá paliva, tyto motory jsou ovšem ve fázi testování.

## Výhody a nevýhody

### Výhody
- není potřeba kompresor pro dodávku vzduchu do motoru
- pokud se dostane do pracovní rychlosti (0,5 Ma – 6 Ma), nespotřebovává mnoho paliva

### Nevýhody
- efektivně pracuje pouze v rozmezí 2 Ma – 4 Ma
- nepracuje v klidu, je třeba urychlovač, který letoun/střelu dovede alespoň k rychlosti 0,5 Ma